# Tangerang
Tangerang je indonéské velkoměsto, které se nachází na západě ostrova Jáva. Jde o největší město provincie Banten. Zástavba města navazuje na východněji ležící Jakartu. Rozsáhlá aglomerace Jakarty, jíž je Tangerang součástí, bývá označována jako Jabotabek.
Na území města se nachází největší indonéské letiště, Soekarno–Hatta.